# Тонбридж
Тонбридж (англ. Tonbridge) — город в графстве Кент Великобритании, входит в состав района Тонбридж-энд-Маллинг.

## География
Город Тонбридж расположен на юго-востоке Англии, в графстве Кент. Он лежит на реке Медуэй, в 45 километрах к юго-востоку от Лондона. Административный центр боро Тонбридж-энд-Маллинг. Население города составляет около 32.000 человек (на 2004 год). Крупный железнодорожный узел на юге Великобритании.

## История
Замок Тонбридж Кастл был построен в XI веке Ричардом Фиц-Гилбертом, получившим окружающие земли от Вильгельма I Завоевателя за помощь в битве при Гастингсе. Вместе с постройкой замка постоянно росло число жителей поселения Тонбридж, упоминаемого в Винчестерской книге в 1086 году. В 1088 году Тонбридж, восставший против власти Вильгельма I Завоевателя, был сожжён. До XVIII столетия назывался Танбридж (Tunbridge).
Жители Тонбриджа на протяжении столетий были известны в Англии своим мастерством в изготовлении различных поделок из дерева. Другой специфической местной специализацией является изготовление крикетных шаров.
В 2006 году в Тонбридже произошла одна из крупнейших краж в мировой истории, когда из хранилища фирмы «Securitas» (Securitas AB) были похищены 53,1 миллиона фунтов стерлингов.

## Города-партнёры
- Ле-Пюи-ан-Веле
- Хойзенштамм

## Персоналии
- Аткинс, Анна (1799—1871) — английская учёная, ботаник и иллюстратор, одна из первых женщин-фотографов.